# Daniel K. Hoch
Daniel Knabb Hoch (* 31. Januar 1866 bei Reading, Pennsylvania; † 11. Oktober 1960 ebenda) war ein US-amerikanischer Politiker. Zwischen 1943 und 1947 vertrat er den Bundesstaat Pennsylvania im US-Repräsentantenhaus.

## Werdegang
Der auf einer Farm im Berks County geborene Daniel Hoch besuchte die öffentlichen Schulen seiner Heimat und absolvierte danach eine Lehre im Druckerhandwerk. Danach arbeitete er in der Zeitungsbranche. Gleichzeitig schlug er als Mitglied der Demokratischen Partei eine politische Laufbahn ein. Zwischen 1899 und 1901 war er Abgeordneter im Repräsentantenhaus von Pennsylvania. Im Juli 1908 nahm er als Delegierter an der Democratic National Convention in Denver teil. Von 1912 bis 1916 übte er das Amt des Revisors (Controller) im Berks County aus. Seit 1937 war er Kurator der St. Matthew’s Lutheran Church.
Bei den Kongresswahlen des Jahres 1942 wurde Hoch im 14. Wahlbezirk von Pennsylvania in das US-Repräsentantenhaus in Washington, D.C. gewählt, wo er am 3. Januar 1943 die Nachfolge von Guy L. Moser antrat. Nach einer Wiederwahl konnte er bis zum 3. Januar 1947 zwei Legislaturperioden im Kongress absolvieren. Diese waren von den Ereignissen des Zweiten Weltkrieges und dessen Folgen geprägt. Seit 1945 vertrat Hoch als Nachfolger von Ivor D. Fenton den 13. Distrikt seines Staates. Im Jahr 1946 wurde er nicht wiedergewählt.
Nach dem Ende seiner Zeit im US-Repräsentantenhaus widmete sich Daniel Hoch historischen Nachforschungen. Er starb am 11. Oktober 1960 in seinem Heimatort Reading.